# Ioan-Gabriel Nan
Ioan-Gabriel Nan (n. 3 septembrie 1980, Brașov) este un schior olimpic român.
A început să practice sportul în copilărie, la Clubul Sportiv Teleferic Brașov, unde a fost pregătit de tehnicianul Puiu Garcea. Mai practica și fotbalul și înotul. A efectuat prima deplasare externă cu ocazia Cupei Mondiale a copiilor, eveniment desfășurat în Italia.
Este legitimat la CS Dinamo unde se antrenează sub îndrumarea lui Florin și Dan Cristea.
Ioan Nan a fost unul dintre reprezentanții României la Jocurile Olimpice de iarnă din 2010 de la Vancouver. S-a clasat pe locul 49 la slalom uriaș și a fost aproape de primii 25 la slalom special.